# FJプライベートリート投資法人
FJプライベートリート投資法人（エフジェイプライベートリートとうしほうじん）は、福岡市博多区にある投資法人（私募リート）。

## 概要
スポンサーは福岡地所で、資産運用会社はFJアセットマネジメント株式会社（福岡地所の100%子会社）。
総合型の私募リートであり、用途比率はオフィス70％程度、その他（物流施設・住居等）30%で、地域比率は福岡都市圏（福岡市含む20市町村）80%以上、その他20%以下としている。また、地方創生・環境基準に配慮した運用としている。
中長期的には資産規模1,000億円を目指す。

## 沿革
- 2023年（令和5年）1月16日 - 設立
- 2023年（令和5年）2月15日 - 内閣総理大臣による投信法第189条に基づく登録の実施（登録番号：福岡財務支局長 第3号）[9]
- 2023年（令和5年）4月3日[8] - 運用開始（資産規模約200億円）

## ポートフォリオ
- 天神ビジネスセンター[10]（持分20.4%）[4] - 福岡地所より取得[11]

## 主な投資主
- オリックス不動産投資法人[4][12]
- 日本政策投資銀行[13]